# Enchente do Nilo

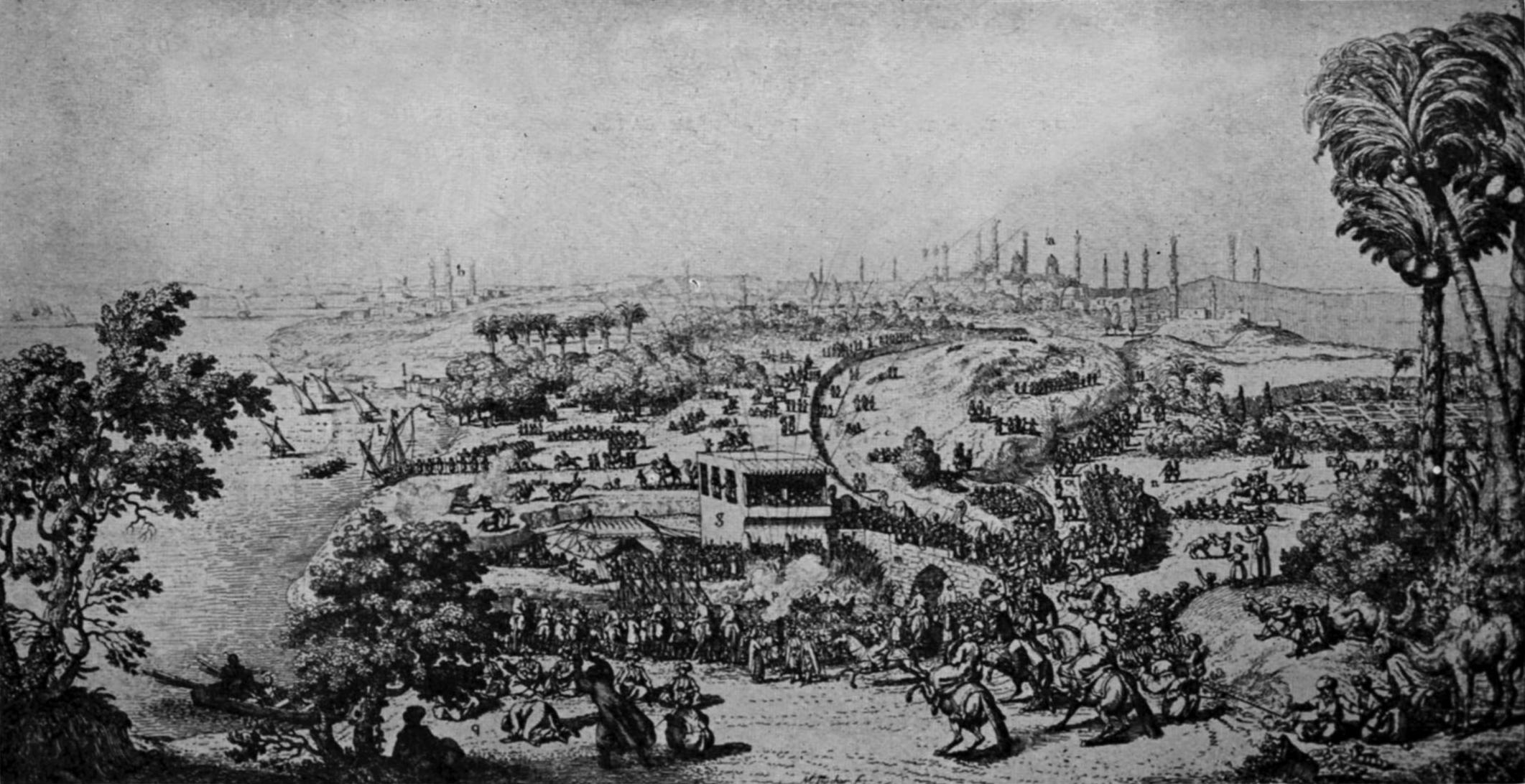
O festival do Nilo, obra de Fréderic Louis Norden em Voyage d'Egypte et de Nubie

As enchentes do Nilo (em árabe: عيد وفاء النيل) têm sido ao longo da História um importante acontecimento cíclico natural no vale do rio Nilo e no seu delta, no Egito, desde a época antiga. São celebradas pelos egípcios com festividades que duram duas semanas iniciadas a 15 de agosto, conhecidas de imersão da relíquia de um mártir  a Nilo, e daí o nome de Esba` al-shahīd (dedo do mártir). Os antigos egípcios acreditavam que as cheias do rio Nilo se deviam às lágrimas de Ísis pelo seu falecido irmão-marido Osíris. 

## Estudos
Os antigos não tinham uma teoria aceita para explicar as enchentes do Nilo.
Diodoro Sículo, na Biblioteca Histórica, apresenta várias diferentes teorias, rejeitando quase todas, exceto a teoria de Agatárquides de Cnido: as enchentes seriam causadas por chuvas nas montanhas da Etiópia que ocorrem entre o solstício de verão e o equinócio de outono.